# 위례중학교
위례중학교(慰禮中學校)는 대한민국 경기도 하남시 학암동에 있는 공립 중학교이다.

## 학교 연혁
- 2015년 11월 9일 : 위례중학교 3학급 개교
- 2015년 11월 9일 : 초대 신광호 교장 취임
- 2016년 2월 5일 : 제1회 졸업식(3명)
- 2024년 1월 5일 : 제9회 졸업식(355명)
- 2024년 3월 1일 : 제4대 김정선 교장 취임

## 참고 자료
- 위례중학교 - 한국교육학술정보원 학교알리미